# Alfred Adam (Mediziner)
Ludwig Friedrich Alfred Adam (* 13. April 1888 in Dahmsdorf; † 19. September 1956 in Erlangen) war ein deutscher Mediziner und Hochschullehrer im Bereich der Kinderheilkunde.

## Leben
Adam wuchs in Königsberg auf, besuchte bis zur Reifeprüfung 1906 das Collegium Fridericianum, ein humanistisches Gymnasium, studierte im Anschluss Medizin, erst an der Albertus-Universität Königsberg, danach in München und an der Berliner Friedrich-Wilhelms-Universität und wurde 1913 promoviert. Es folgte eine Tätigkeit als Assistent am Institut für experimentelle Therapie in Hamburg. Während des Ersten Weltkriegs war er Direktor des bakteriologischen Laboratoriums der Balkanarmee, nach Kriegsende Assistent am Institut für vegetative Physiologie in Frankfurt.
Von 1918 bis zu seiner Habilitation 1922 war er an der Heidelberger Kinderklinik unter Ernst Moro tätig, anschließend als Oberarzt und außerordentlicher Professor an der Hamburger Universitätskinderklinik und Universität Hamburg unter Hans Kleinschmidt. In Hamburg heiratete er 1928 Elisabeth Düring und zog 1929 in die Freie Stadt Danzig, um die Stelle des Direktors der Kinderklinik des Städtischen Krankenhauses anzutreten. 1929 und 1932 wurden die Kinder Hans und Edith geboren. 1935 wurde Adam zum Ordinarius für Kinderheilkunde an der neu gegründeten Ärztlichen Akademie für Praktische Medizin ernannt. In dieser Zeit gründete er die Danziger Schule für Säuglings- und Kinderschwestern, war für den Ausbau der Kinderabteilung von 30 auf 300 Betten verantwortlich und die Erweiterung um eine Infektionsabteilung.
Ab September 1934 bekleidete Adam außerdem nebenberuflich die neu geschaffene Stelle als Staatlicher Kinderarzt der Stadt Danzig. Adam lehnte die sogenannte Kinder-Euthanasie ab, wurde 1938 wegen seines Widerstandes gegen das NS-Regime als Beamter entlassen sowie aller seiner amtlichen Pflichten enthoben und war bis Kriegsende als niedergelassener Kinderarzt tätig. Im Januar 1939 trat er aus der Deutschen Gesellschaft für Kinderheilkunde, der er seit 1921 angehört hatte, wegen „nationalsozialistischer politischer Einstellung der Gesellschaft“ aus.
Ab 1948 war er Mitherausgeber der Monatsschrift für Kinderheilkunde und der Zeitschrift Archiv für Kinderheilkunde, zudem Mitglied der physikalisch-medizinischen Sozietät Erlangen. Bis zu seiner Emeritierung am 31. August 1956 lehrte er an der Friedrich-Alexander-Universität in Erlangen, nachdem er 1946 auf den dortigen Lehrstuhl für Kinderheilkunde berufen worden war, war Direktor der Universitäts-Kinderklinik Erlangen und ab 1952 Vorsitzender der Deutschen Gesellschaft für Kinderheilkunde. Er gehörte unter anderem dem Deutschen Zentralkomitee zur Bekämpfung der Tuberkulose an und seit 1951 der Deutschen Akademie der Naturforscher Leopoldina.
Adams Hauptinteresse lag in der Ernährungsphysiologie des Säuglings. 1923 entdeckte er das Dyspepsie-Coli im Dünndarm an Durchfallstörungen erkrankter Säuglinge. Im Laufe seiner Tätigkeit forschte er zur Darmflora von Säuglingen, insbesondere zum Bifidobacterium bifidum, Escherichia coli und der Rachitisprophylaxe.

## Veröffentlichungen (Auswahl)
- Alfred Adam, Ottheinz Braun: Säuglings-Enteritis. Thieme, 1956
- Die Biologie der Dünndarmcoli und ihre Beziehungen zur Pathogenese der Intoxikation. (Habilitationsschrift), 1922
- Nervus recurrens-Lähmung bei Mediastinitis: Aus der Inneren Abteilung des Krankenhauses Bethanien in Berlin. (Dissertation), 1913